# プレパラトリー・スクール (イギリス)

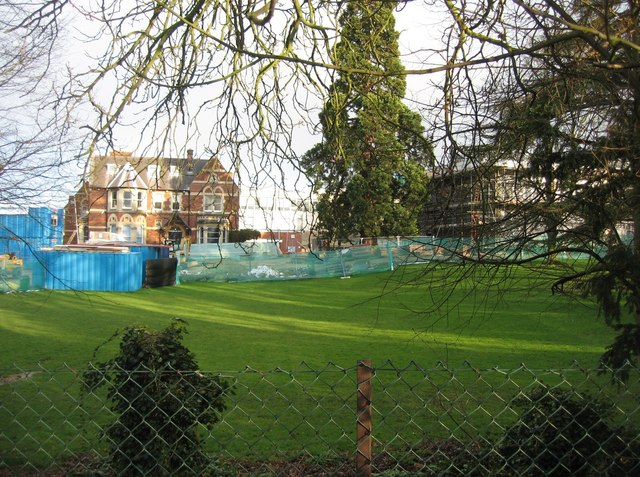
パース・プレパラトリー・スクール

イギリスのプレパラトリー・スクール (preparatory school)、または略してプレップスクール (prep school)は、8歳から13歳の児童に対して有償で教育を施す学校であり、しばしばイギリスのパブリックスクールやインデペンデントスクールに入るための準備教育をも施している。
元々は19世紀初期のイングランドおよびウェールズにおいて、イートン・カレッジやウィンチェスター・カレッジといった主要なパブリックスクールに進む少年たちに準備教育を施すボーディングスクールとして始まったが、大英帝国の拡大に伴い海外に赴任する親も増加したことから、これらの学校および在籍する生徒は次第に増加していった。こういった学校は今ではイギリス各地だけでなく、他国にも存在している。
男子校は8歳から13歳までで、多くのインデペンデント・スクールへの進学において鍵となる共通入学試験への準備教育を行う。7歳から8歳については、プレ・プレップスクール（"pre-prep school")という呼び方がされる。一方、イングランドの私立女子校では公立学校での年齢に合わせる傾向が強く、4歳か5歳から始まってインデペンデントスクールに進む11歳まで、共学校に進む場合は13歳までとなっている。しかし、現在ではより多くの女生徒が共学化された男子校に入学しており、分類は曖昧になってきている。
私立準備学校合同協会(Incorporated Association of Preparatory Schools, IAPS) はプレップスクールの団体で、イギリスおよび海外のトップ500以上の私立プレップスクールが参加し、生徒数は13万人にも上る。

## 概要
私立準備学校合同協会はプレップスクールの団体で、イギリスおよび世界のトップ500以上の私立プレップスクールが参加している。IAPSは、私立学校協会(Independent Schools Council, ISC)に加盟する7団体のうちの1つである。
さまざまな種類、大きさの500以上の学校に13万人の生徒が在籍している。
プレップスクールは男子校、女子校、共学校のいずれもある。また、デイスクールであったり、ボーディング・スクールであったり、ウィークリー・ボーディングであったり、フレックス・ボーディングであったり、それらの組み合わせであったりする。大きくは以下のカテゴリで分けられる。
- 完全独立プレップスクール…慈善目的または事業目的
- 年長スクールにリンクされた年少スクール
- 聖堂付き、または大きな修道会付きの少年聖歌隊員に教育を施すコールスクール
ウェストミンスター・アビー・コール・スクールのような例外を除いて聖歌隊員以外も受け入れている。
ほとんどが聖公会の教会付属であるが、ウェストミンスター大聖堂のようなカトリック教会に付属するものもある。
- 特別な教育指針や施設を提供するスクール
- 特定の宗教団体に属するスクール